# Тео Ангелопулос
Теодорос Ангелопулос (на гръцки: Θεόδωρος Αγγελόπουλος) е гръцки режисьор, сценарист и продуцент. 

## Биография
Той е роден на 27 април 1935 година в Атина. Учи право в Атина и Париж, където завършва Института за висше кинематографично образование, след което се връща в Гърция и работи като журналист и кинокритик. Започва да режисира през 1968 година и през 70-те години придобива международна известност с филми като „Трупата“ („Ο Θίασος“, 1975).
Тео Ангелопулос умира на 24 януари 2012 година в Пирея.

## Избрана филмография
| година | филм                       | оригинално заглавие                                       | бележки   |
| ------ | -------------------------- | --------------------------------------------------------- | --------- |
| 1984   | Пътуване до Китира         | Ταξίδι στα Κύθηρα                                         |           |
| 1988   | Пейзаж в мъглата           | Τοπίο στην ομίχλη                                         |           |
| 1995   | Погледът на Одисей         | Το βλέμμα του Οδυσσέα                                     |           |
| 1995   | Люмиер и компания          | Lumière et compagnie                                      | антология |
| 1998   | Вечност и ден              | Μια αιωνιότητα και μια μέρα                               |           |
| 2004   | Трилогия: Плачещата ливада | Τριλογία: Το λιβάδι που δακρύζει                          |           |
| 2007   | Всекиму своето кино        | Chacun son cinéma: une déclaration d'amour au grand écran | антология |